# Раковіцень
Раковіцень, Раковіцені (рум. Racovițeni) — село у повіті Бузеу в Румунії. Адміністративний центр комуни Раковіцень.
Село розташоване на відстані 119 км на північний схід від Бухареста, 23 км на північ від Бузеу, 89 км на захід від Галаца, 105 км на схід від Брашова.

## Населення
За даними перепису населення 2002 року у селі проживали 734 особи, усі — румуни. Усі жителі села рідною мовою назвали румунську.